# Federação Riobranquense de Desportos
A Federação Riobranquense de Desportos (FRD), foi fundada no dia 23 de julho de 1948 era responsável por controlar os esportes no Território Federal do Rio Branco, atual Roraima.
A Federação Riobranquense de Desportos (FRD) era amadora pois, o futebol roraimense foi o último do país a abandonar a era amadora.

## História
A federação foi fundada para organizar o futebol no recém-criado, Território Federal do Rio Branco. Criado pelo ex-presidente Getúlio Vargas, e foi extinta em 1962, porque o Território mudou de nome para Roraima.[carece de fontes?]

## Filiados
A federação tinha apenas 3 clubes em atividade hoje em dia
- Baré Esporte Clube
- Atlético Roraima Clube
- Rio Branco Esporte Clube (Roraima)

## Presidentes
- 1954: R. Gerardo Barreto
- 1954: Reinaldo Fernandes Neves
- 1959: Reinaldo Fernandes Neves
- 1962: Jaber Xaud